# Vladimir Jakovlevič Solov′ëv
Vladimir Jakovlevič Solov′ëv (in russo Владимир Яковлевич Соловьёв?) (...) è un astronomo russo noto in letteratura anche come Vladimir Yakolevich Solovyov secondo la traslitterazione anglofona del nome.
Dal 2004 al 2014 è stato della stazione astronomica dell'Università di Kazan.
Il Minor Planet Center gli accredita la scoperta dell'asteroide 48650 Kazanuniversity effettuata il 17 ottobre 1995.